# Isole Burunnye
Le isole Burunnye (in russo Острова Бурунные, ostrova Burunnye, in italiano "isole della risacca") sono un gruppo di isole russe che fanno parte dell'arcipelago di Severnaja Zemlja e sono bagnate dal mare di Kara.
Amministrativamente fanno parte del distretto di Tajmyr del Territorio di Krasnojarsk, nel Distretto Federale Siberiano.

## Geografia
Le isole sono situate 5,3 km a sud della costa sud-orientale dell'isola della Rivoluzione d'Ottobre, poco prima dell'ingresso meridionale dello stretto di Šokal'skij (Пролив Шокальского, proliv Šokal'skogo).
Si tratta di due isole, senza nome individuale, distanti circa 600 m l'una dall'altra. L'isola settentrionale è la più vicina all'isola della Rivoluzione d'Ottobre, ed è lunga 400 m.

L'isola meridionale misura 600 m di lunghezza.

Le coste di entrambe sono lisce e piatte e non ci sono rilievi significativi.